# Jaylen Wells

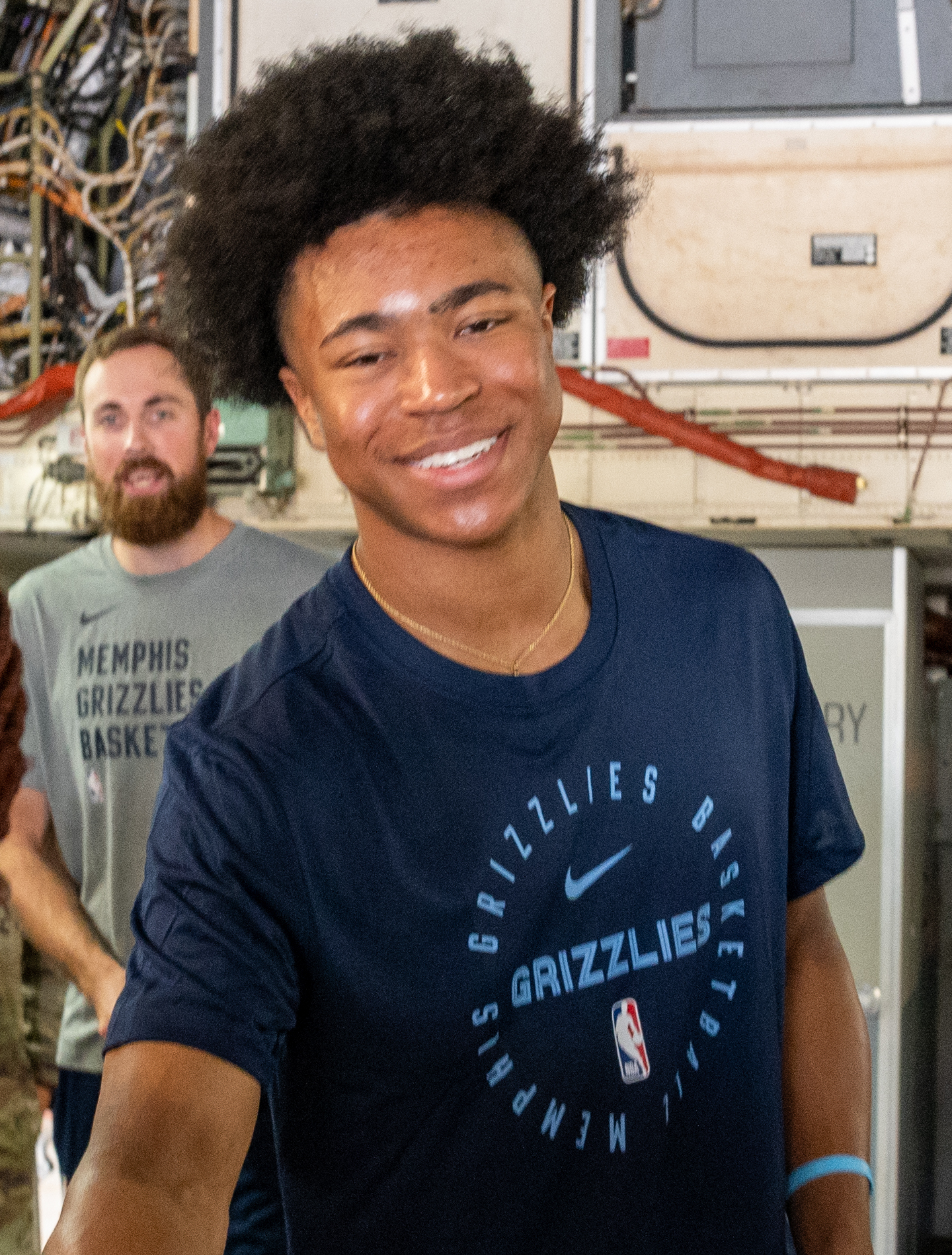
Jaylen Wells, 2024.

Jaylen Wells, född 26 augusti 2003 i Sacramento i Kalifornien, är en amerikansk professionell basketspelare (SF) som spelar för Memphis Grizzlies i National Basketball Association (NBA).
Han draftades av Memphis Grizzlies i andra rundan i 2024 års draft som 39:e spelare totalt.
Innan Wells blev proffs studerade han först på Sonoma State University och spelade för deras idrottsförening Sonoma State Seawolves. Han blev senare överförd till Washington State University för spel i Washington State Cougars.